# Phylloderma stenops
El murciélago de rostro pálido (Phylloderma stenops) es una especie de murciélago que habita en Sudamérica y América Central.

## Distribución
Se encuentra en Belice, Bolivia, Brasil, Colombia, Costa Rica, Ecuador, la Guayana Francesa, Guatemala, Guyana, Honduras, México, Panamá, Perú, Surinam y Venezuela.

## Taxonomía
Esta especie es la única de su género, Phylloderma, incluido en la subfamilia Phyllonycterinae dentro de la familia Phyllostomidae. Fue descrita en 1865 por Wilhelm Peters.

### Subespecies
Existen tres subespecies:
- Phylloderma stenops boliviensis Barquez & Ojeda, 1979 (sin. Phylloderma stenops cayenensis Gray, 1866)
- Phylloderma stenops septentrionalis Goodwin, 1940
- Phylloderma stenops stenops Peters, 1865